# End of Nations
End of Nations è un videogioco MMORTS per Microsoft Windows. È stato sviluppato dalla Petroglyph Games e pubblicato dalla Trion Worlds. Il gioco combina l'azione e la strategia un videogioco strategico in tempo reale tradizionale agli elementi sociali tipici dei massively multiplayer online game (MMO). Il videogioco è stato lanciato simultaneamente in America ed Europa nel 2012.